# RBS TV dos Vales
RBS TV Santa Cruz do Sul (também conhecida como RBS TV dos Vales) é uma emissora de televisão brasileira com sede em Santa Cruz do Sul, cidade do estado do Rio Grande do Sul. Opera no canal 6 (33 UHF digital), e é afiliada à TV Globo. A emissora integra a RBS TV, rede de televisão pertencente ao Grupo RBS. Seus estúdios estão localizados no Centro, e sua antena de transmissão está no bairro Arroio Grande.

## História

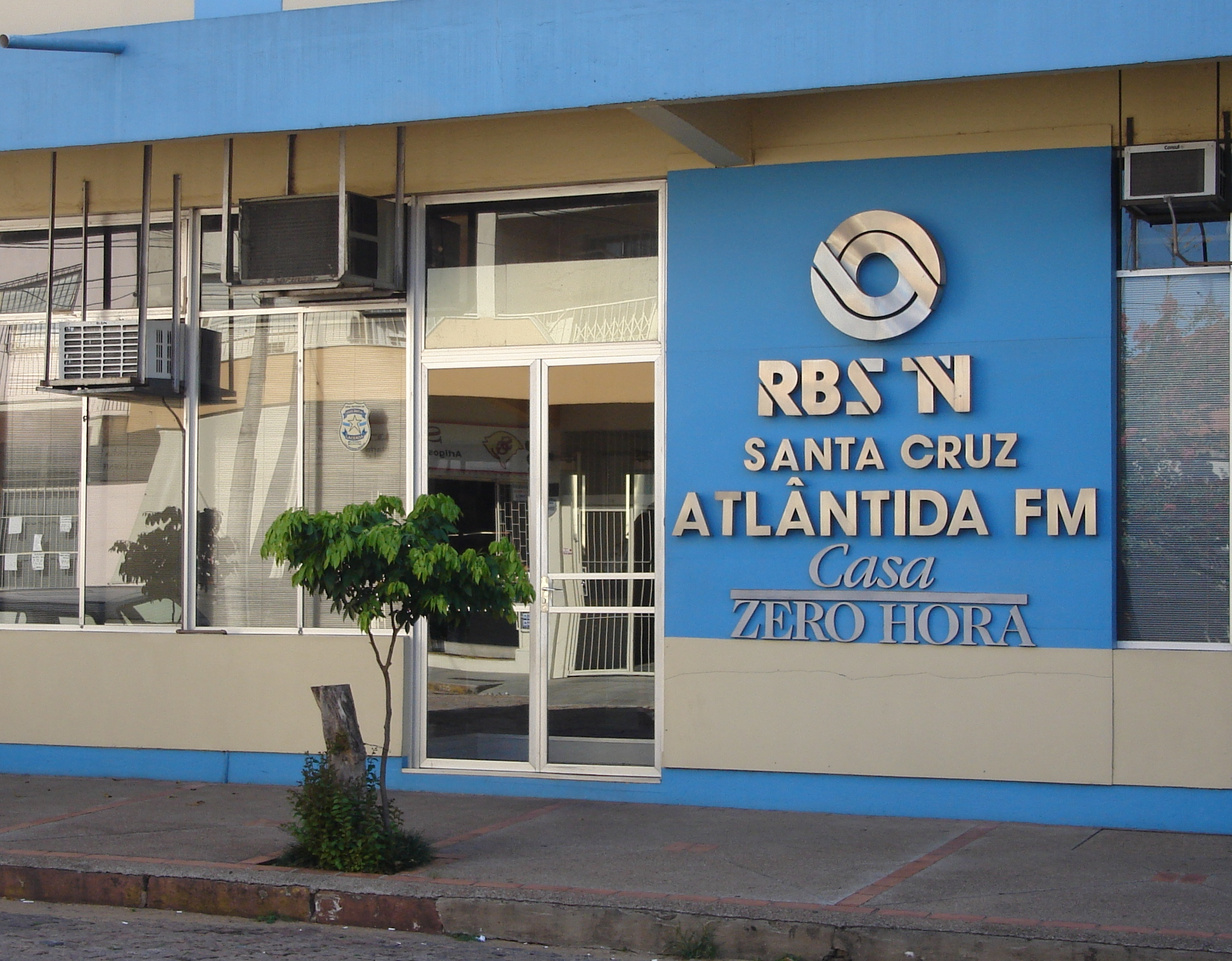
Sede da RBS TV Santa Cruz

Foi fundada em 28 de setembro de 1988. O canal era o único a cobrir a região com notícias locais até o surgimento de uma repetidora da TV Pampa Centro, de Santa Maria, em 2005, começando a concorrência ao mercado local.
O nome original da emissora regional era RBS TV Santa Cruz, na época cobrindo a região de Santa Cruz do Sul, o Vale do Rio Pardo. Mais tarde, com a inclusão da região de Lajeado e a inauguração de uma sucursal naquela cidade, para cobrir o Vale do Taquari, o nome mudou para RBS TV Vales do Rio Pardo e Taquari.
Em fevereiro de 2007, a região de Cachoeira do Sul (Vale do Jacuí), tradicionalmente coberta pela RBS TV Santa Maria, passou a ser atendida pela RBS TV de Santa Cruz do Sul e o canal passou a se chamar RBS TV dos Vales.

## Sinal digital
| Canal virtual | Canal digital | Proporção de tela | Programação                                               |
| ------------- | ------------- | ----------------- | --------------------------------------------------------- |
| 6.1           | 33 UHF        | 1080i             | Programação principal da RBS TV Santa Cruz do Sul / Globo |

A emissora iniciou suas transmissões digitais em 12 de dezembro de 2013, através do canal 33 UHF.

## Programação

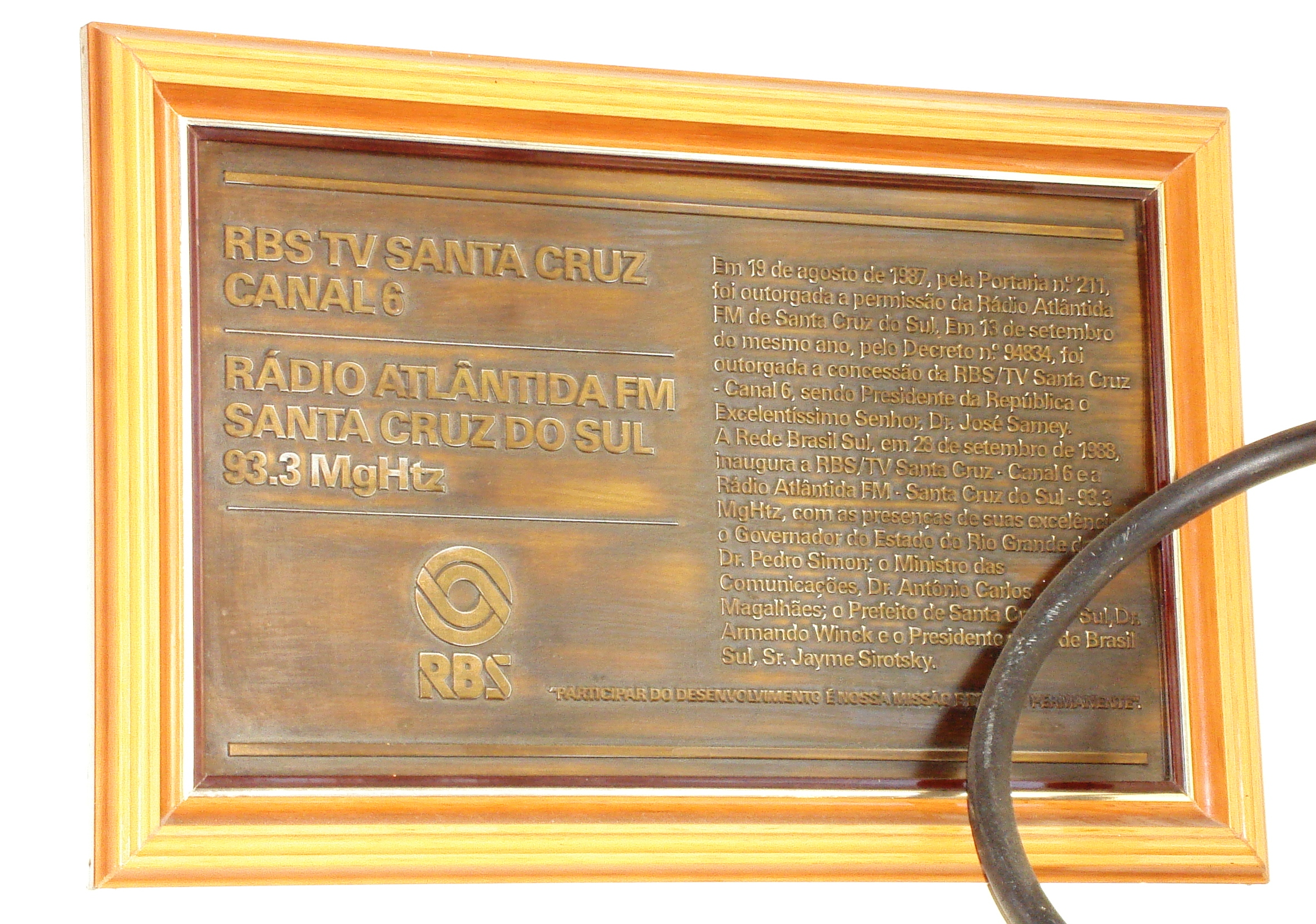
Placa de inauguração.

A RBS TV Santa Cruz produz um bloco para o Jornal do Almoço, que é apresentado por Maiara Medina e o esporte é apresentado por Rafael Ferreira. Grande parte das entradas ao vivo é efetuada pelo repórter Thiago Zahreddine.  Já o RBS Noticias tinha até 2015 um bloco produzido pela RBS TV Santa Cruz e esse bloco era apresentado pela jornalista Nádia Strate e eventualmente quem apresentava o telejornal era o repórter Thiago Zahreddine. Desde então passou a exibir integralmente o telejornal gerado da capital gaúcha. O restante da programação é ocupado pelo Bom Dia Rio Grande, pelos três blocos estaduais do Jornal do Almoço,Globo Esporte RS, Galpão Crioulo, e também por toda a programação nacional da Rede Globo.

## Retransmissoras
- Cachoeira do Sul - 3.1 - 42 UHF digital
- Venâncio Aires - 46.1 - 35 UHF digital
- Lajeado - 9.1 - 25 UHF digital
- Rio Pardo - 47.1 - 25 UHF digital
- Candelária - 7.1 - 35 UHF digital
- Teutônia - 19.1 - 24 UHF digital
- Taquari - 17.1 - 35 UHF digital
- Encantado - 23.1 - 23 UHF digital
- Imigrante (Rio Grande do Sul) - 13.1 - 23 UHF digital
- Roca Sales - 23.1 - 23 UHF digital